# Gaëlle Enganamouit
Gaëlle Deborah Enganamouit (Yaundé, 9 de junio de 1992) es una futbolista camerunesa, el último club en el que jugó fue el Málaga C. F.

## Trayectoria
Enganamouit comenzó su carrera en 2009 en el Lorema Yaoundé. Al año siguiente debutó con la selección de Camerún, con la que jugó los Juegos Olímpicos 2012. 
Tras los Juegos de Londres fichó por el Spartak Subotica serbio, con el que debutó en la Liga de Campeones. En 2014 dio el salto a la Damallsvenskan sueca, en el recién ascendido Eskilstuna United.
Hizo un triplete en la Copa Mundial Femenina de Fútbol de 2015 en la goleada de Camerún por 6-0 ante Ecuador.
El 9 de junio de 2020, el día de su cumpleaños, Gaëlle Enganamouit anunció el final de su carrera. Asisat Oshoala dijo que se habían sacado de contexto las palabras de Enganamouit y que estaba lejos de retirarse. Después de eso Enganamouit no ha vuelto a jugar en un club profesional.